# Відкритий чемпіонат США з тенісу 1989
Відкритий чемпіонат США з тенісу 1989 проходив з 28 серпня по 10 вересня 1989 року на відкритих кортах Тенісного центру імені Біллі Джин Кінг у парку Флашинг-Медоуз у районі Нью-Йорка Квінз. Це був четвертий, останній турнір Великого шолома календарного року. 

## Огляд подій та досягнень
Минулорічний чемпіон в чоловічому одиночному розряді Матс Віландер поступився в другому колі Піту Сампрасу. А в фіналі Борис Бекер переграв Івана Лендла, який зіграв у восьмому фіналі чемпіонату, що залишається рекордом. Беккер виграв чемпіонат США вперше (і востаннє), а загалом це була для нього четверта перемога в мейджорах.
У жінок Штеффі Граф відстояла свій титул. Вона стала чемпіонкою США вдруге і виграла 9-ий мейджор.
У парному чоловічому розряді Джон Макінрой восьмий і останній раз став чемпіоном США. Загалом це була його 16-та перемога в турнірах Великого шолома. А Марк Вудфорд виграв турнір Великого шолома вперше.
У парному жіночому розряді Мартіна Навратілова здобула 14-те чемпіонство США (52-у перемогу в турнірах Великого шолома загалом). Її партнерка, Гана Мандлікова, виграла US Open удруге (5-та перемога в турнірах Великого шолома).

## Результати фінальних матчів

### Дорослі
| Одиночний розряд. Чоловіки          |                                |                              |
| Борис Бекер                         | Іван Лендл                     | 7–6(7–2), 1–6, 6–3, 7–6(7–4) |
|                                     |                                |                              |
| Одиночний розряд. Жінки             |                                |                              |
| Штеффі Граф                         | Мартіна Навратілова            | 3–6, 7–5, 6–1                |
|                                     |                                |                              |
| Парний розряд. Чоловіки             |                                |                              |
| Джон Макінрой Марк Вудфорд          | Кен Флек Роберт Сегусо         | 6–4, 4–6, 6–3, 6–3           |
|                                     |                                |                              |
| Парний розряд. Жінки                |                                |                              |
| Гана Мандлікова Мартіна Навратілова | Мері Джо Фернандес Пем Шрайвер | 5–7, 6–4, 6–4                |
|                                     |                                |                              |
| Мікст                               |                                |                              |
| Робін Вайт Шелбі Кеннон             | Мередіт Макграт Рік Ліч        | 3–6, 6–2, 7–5                |
|                                     |                                |                              |

### Юніори
| Одиночний розряд. Хлопці           |                                |          |
| Джонатан Старк                     | Ніклас Култі                   | 6–4, 6–1 |
|                                    |                                |          |
| Одиночний розряд. Дівчата          |                                |          |
| Дженніфер Капріаті                 | Рейчел Маккіллан               | 6–2, 6–3 |
|                                    |                                |          |
| Парний розряд. Хлопці              |                                |          |
| Вейн Феррейра Грант Стеффорд       | Мартін Дамм Ян Кодеш мол.      | 6–3, 6–4 |
|                                    |                                |          |
| Парний розряд. Дівчата             |                                |          |
| Дженніфер Капріаті Мередіт Макграт | Джо-Енн Фаулл Рейчел Маккіллан | 6–0, 6–3 |
|                                    |                                |          |